# (19652) Saris
(19652) Saris (1999 RC117) – planetoida z pasa głównego asteroid okrążająca Słońce w ciągu 4,62 lat w średniej odległości 2,77 j.a. Odkryta 9 września 1999 roku.